# Hana Zahradníčková
Hana Zahradníčková (* 1972, Praha) je česká překladatelka, redaktorka, editorka a učitelka jazyků.
Vystudovala romanistiku na Filozofické fakultě Univerzity Karlovy, pracovala mj. v týdeníku Respekt, nakladatelství ERM a Lidových novinách, vedla Jazykovou školu Česká Sibiř.

## Knižně vydané překlady
- Timothée de Fombelle: Alma: Čarozpěv (Alma: L'enchanteuse), Baobab 2022.
- Timothée de Fombelle: Alma: Vítr se zvedá (Alma: Le vent se lève,), Baobab 2021.
- Jean-Claude Mourlevat: Jefferson (Jefferson), Baobab 2019.
- Jean-Jacques Sempé: O venkovanech (Quelques campagnards), Volvox Globator 2019.
- Jean-Jacques Sempé: O dětech (Quelques enfants), Volvox Globator 2018.
- Soledad Bravi: Bart se vrací (Bart is back), Volvox Globator 2017.
- David. B.: Král Špunt (Roi Rose), Baobab 2015.
- David. B.: Zahrada ve zbrani (Le jardin armé et autres histoires), Baobab 2015.
- Philippe Ôtié – Li Kchun-wu: Život v Číně 1: Za časů otcových (Une vie chinoise 1: Le Temps du Père), Plus 2012
- Sylvain Savoia – Marzena Sowa: Marzi. 1984-1987. Polsko mezi Jaruzelským a Wałęsou očima malé holky (Marzi. 1984-1987. La Pologne vue par les yeux d'une enfant), Plus, Praha 2012
- Joe Haldeman – Marvano: Věčná válka (La Guerre éternelle), Crew, Praha 2011
- Pascal Rabaté : Ibikus (Ibicus), Mot, Praha 2011
- Nicolas de Crécy : Král sjezdovky (Le Roi de la piste), Mot, Praha 2011
- Henri Michaux : Barbar v Asii (Un barbare en Asie), Tichá Byzanc, Kutná Hora 2010
- Jean-Larcenet Ferri – Manu Larcenet: Zpátky na zem - Opravdový život (Le Retour à la terre – La vraie vie), Mot, Praha 2010
- Frederik Peeters : Modré pilulky (Pilules bleues), Mot, Praha 2008
- Nicolas Bouvier : Deník z Aranu a jiných míst (Journal dʾAran et dʾautres lieux), Tichá Byzanc, Kutná Hora 2007
- Joan Sfar : Pascin, Mot, Praha 2006
- Nicolas Bouvier : Ryba-štír (Poisson-scorpion), Tichá Byzanc, Kutná Hora 2003
- Raymond Aron : Angažovaný pozorovatel (Spectateur engagé), Mladá fronta, Praha 2003
- Nicolas de Crécy : Pan Ovocňák I, II (Monsieur Fruit I, II), Aude Brunel, Praha 2001
- Nicolas Bouvier : Návod k použití světa (LʾUsage du monde), Tichá Byzanc, Kutná Hora 2001
- Fréderic Ripoll: Dagmar Hochová: Photographe Tchèque – Česká fotografka, Torst, Praha 2000
- Alphonse Allais, Charles Cros a další : Absintová panna aneb Smích pařížských kabaretů (výbor), Tichá Byzanc, Praha 1997